# Combate de Catiray
El combate de Catiray sucedió el 16 de enero de 1563 en Catiray, actualmente es la comuna Santa Juana, Región del Biobío, como parte de la Guerra de Arauco, que enfrentaba a españoles y mapuches.
Ocho meses después del último sitio al fuerte de Arauco, Pedro de Villagra avanzaba con su columna de soldados españoles, que había estado sitiada en ese fuerte las tres veces.
El objetivo del recorrido era amistarse con las familias indígenas y batir algún grupo de rebeldes. Cuando llegaban a Catiray una numerosa guerrilla indígena salió de los bosques y los arremetió, lo que los obligó a una dura y sangrienta lucha.
Finalmente, luego de 42 españoles muertos, estos se retiraron hacia el fuerte en franca derrota.